# Дуги Густав
Дуги Густав (њем. Langer Gustav), је њемачки далекометни жељезнички топ калибра 211 mm К12 (Е). Израђен је између Првог и Другог свјетског рата као нова, унапријеђена конструкција Париског топа. 
Тежина оруђа је била 302 t, дужина цијеви 33.3 m, домет од 45 до 115 Km, брзина гађања је била до 6 граната на час.
Поћетна брзина зрна тежине 107 Kg је била 1625 m/s.
Произведена су 2 оруђа и једно је 1941. године било у саставу 701. батерије.
Постојало је и касније оруђе под истим називом већег калибра. Видјети под Тешки Густав.